# Туризм в Австралии

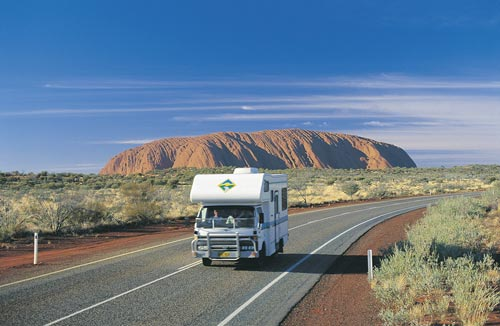
Шоссе Лассетер в национальном парке Улуру-Ката Тьюта

Туризм в Австралии (англ. Tourism in Australia) — является одним из крупнейших секторов экономики страны, составляя около 4 % ВВП.

## Особенности туризма в Австралии

### Иностранные туристы

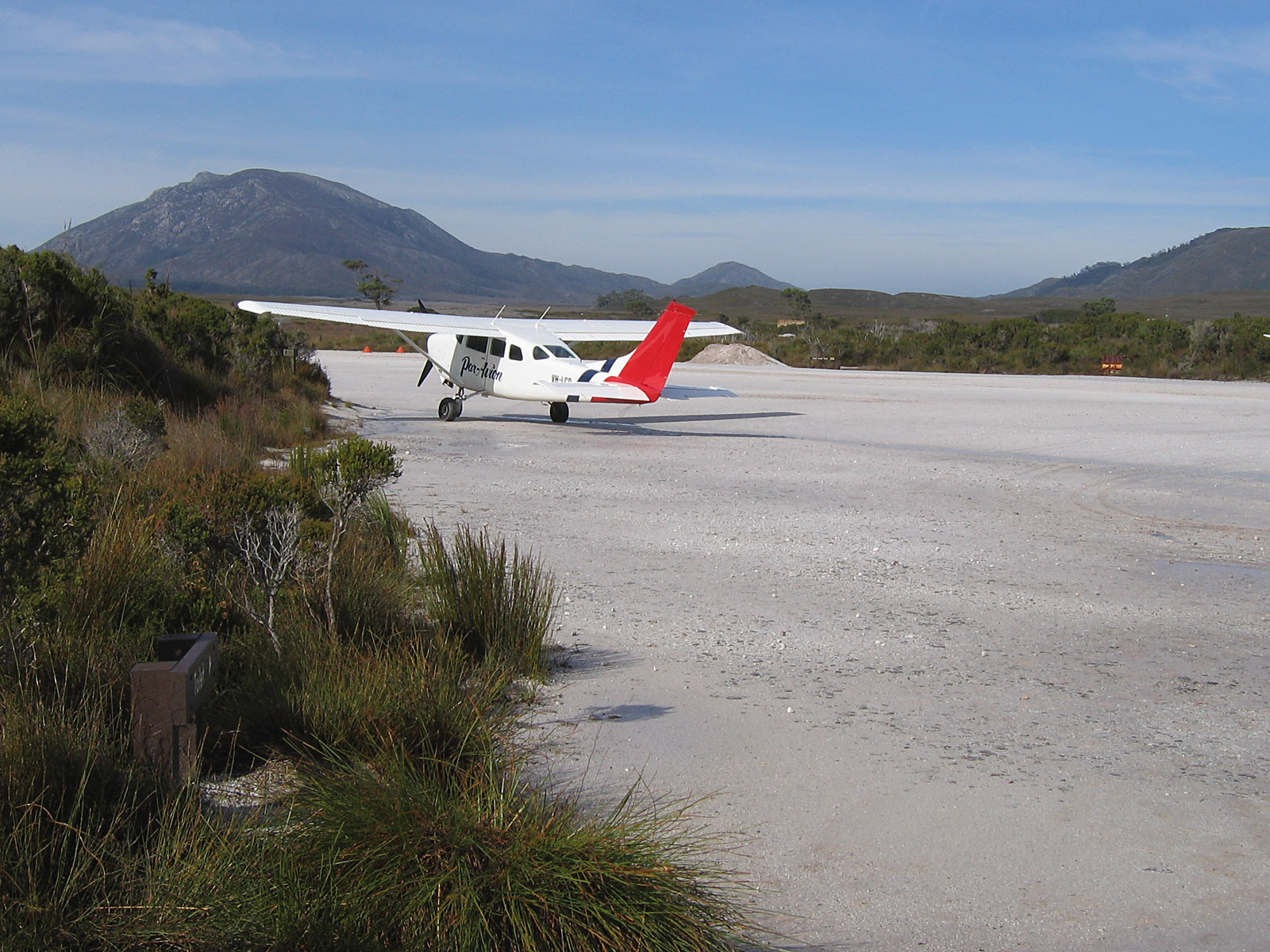
Туристический самолет

В последние годы ежегодно Австралию посещало до 4 млн иностранных туристов. Надо учитывать, что динамика увеличения потока отдыхающих снизилась после террористических актов в США в сентябре 2001 года и нескольких вспышек атипичной пневмонии в Юго-Восточной Азии в 2001—2003 годах.
В целом, основные страны, граждане которых выбирают Австралию в качестве места своего отдыха: Новая Зеландия, Япония, Великобритания, США, Китай, Южная Корея, Сингапур, Малайзия и Германия. Самым большим источником посетителей в 2009 году оставалась Новая Зеландия — 1 005 664 человека, на втором месте — Великобритания — 620 073 человек, затем США — 431 171 человек и Япония — 347 960 человек.
Основные туристические направления иностранного туризма (в порядке убывания) — Сидней, Мельбурн, Брисбен и Кэрнс.

### Виза
Все иностранные граждане в Австралии, за исключением жителей Новой Зеландии, обязаны предварительно получить разрешение на въезд в страну. Исключение составляют некоторые страны Восточной Азии и государства-члены Организации экономического сотрудничества и развития, с которыми у Австралии действует упрощенный визовый режим. Российским гражданам для поездки в Австралию нужна электронная виза.

## Туристические центры

### Мельбурн

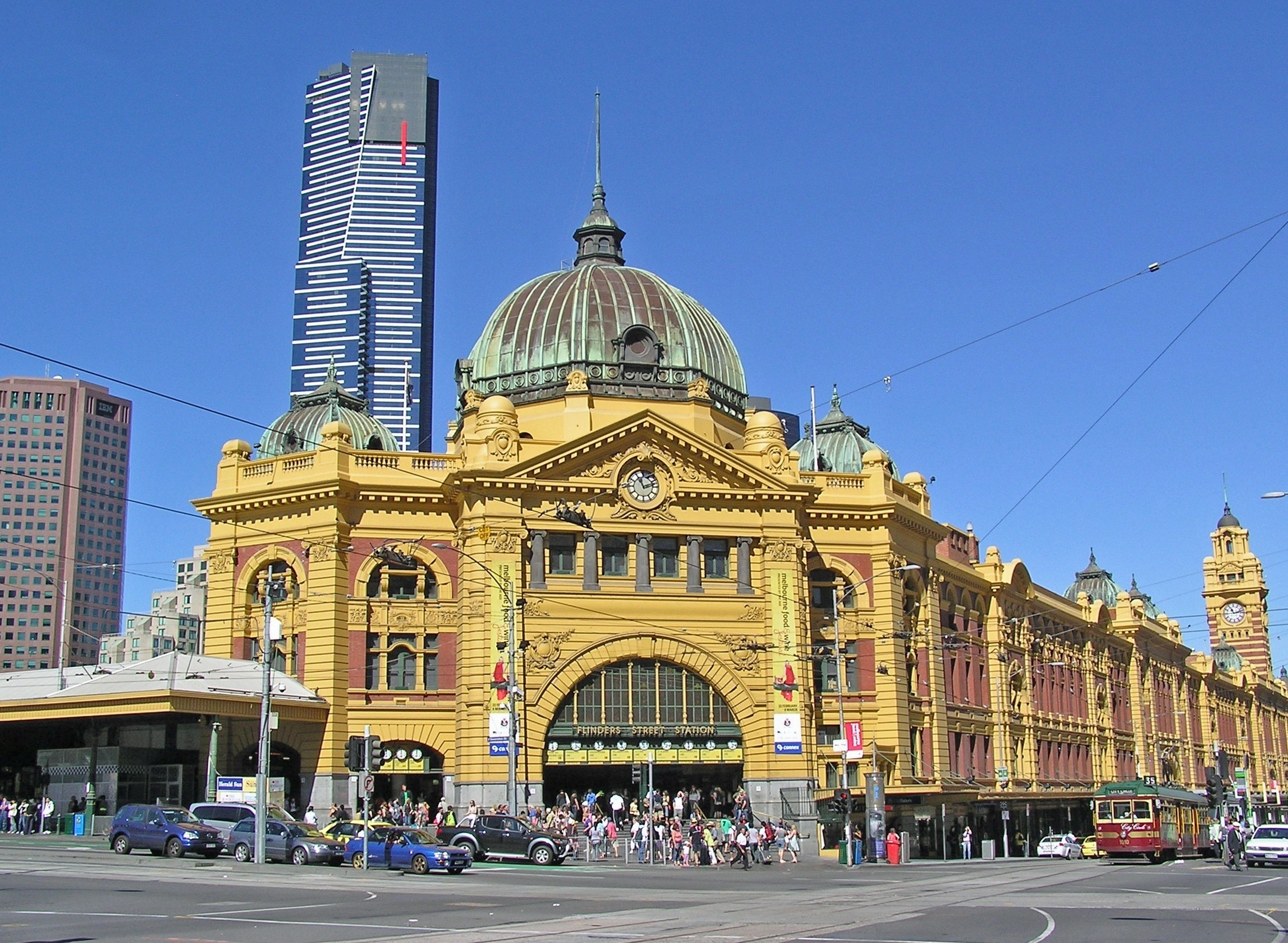
Вид на вокзал Флиндерс-стрит Стейшн со стороны собора Святого Павла

Город считается одним из основных коммерческих, промышленных и культурных центров Австралии. Мельбурн также часто называют «спортивной и культурной столицей» страны, так как в нём проходят многие спортивные и культурные события в жизни Австралии. Город знаменит своим сочетанием викторианской и современной архитектур, многочисленными парками и садами. В городе проводится большое количество ежегодных культурных мероприятий, здесь расположены многие крупнейшие австралийские музеи и выставки.
Туризм является важнейшей составляющей экономики Мельбурна. В 2004 году город посетило 7,6 миллионов австралийских туристов и 1,88 миллионов туристов из-за рубежа. Благодаря проведению в городе большого количества спортивных соревнований международного уровня здесь широко распространён спортивный туризм. В 2008 году Мельбурн впервые обогнал Сидней по такому показателю, как количество денег, потраченное в городе австралийскими туристами.
Из основных достопримечательностей можно выделить: Государственная библиотека Виктории, здание Парламента штата Виктория, Королевский выставочный центр, вокзал Флиндерс-Стрит, Площадь Федерации, башня Эврика, коттедж капитана Джеймса Кука, собор Святого Павла, собор Святого Патрика, Риалто-Тауэрс.
Наиболее популярными туристическими маршрутами Виктории являются "Золотая Миля" Мельбурна (пешеходная обзорная экскурсия), Большая Океанская дорога и Двенадцать Апостолов, Парад Пингвинов на острове Филлипа, Музей Золота и Соверен Хилл в Балларате, Национальный Парк в горах Данденонг. Среди местных туристов пользуются популярностью винные туры в долину реки Ярры, горах Грампианс и полуострове Морнингтон.

### Сидней

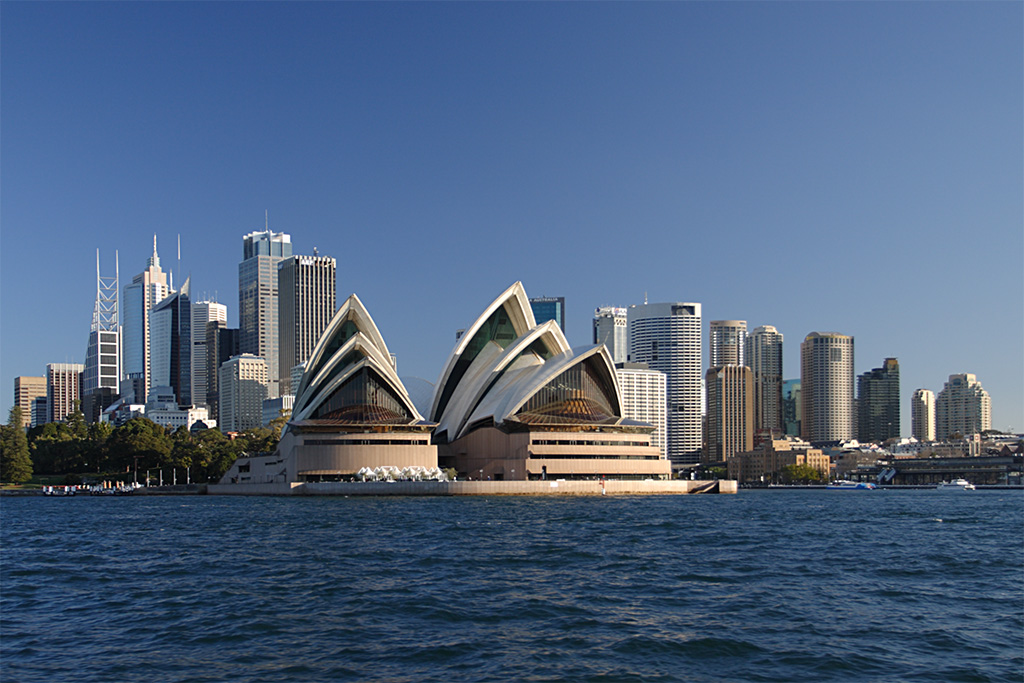
Сиднейский оперный театр

Город Сидней знаменит своим оперным театром, мостом Харбор-Бридж и пляжами. Жилые кварталы большого Сиднея окружены национальными парками. Береговая линия (как внешняя «морская», так и внутригородская) крайне изрезана. Она изобилует многочисленными заливами, бухточками, островами и пляжами. В Центральной части города расположено большое количество торговых центров, магазинов и бутиков. Шопинг, культурные и спортивные события, архитектура, исторические места — привлекают сюда туристов как из Австралии, так из-за границы. Согласно статистике, в 2004 году город посетили 7,8 миллионов австралийских туристов и 2,5 миллиона иностранных гостей.

### Голд-Кост
Ежегодно около 10 млн туристов посещают Голд-Кост, один из главных морских курортов Австралии, расположенный между Сиднеем и Брисбеном. Среди преимуществ этого туристического центра — мягкий тропический климат, протяженные пляжи, с высокими прибрежными волнами, которые привлекают сёрферов. Один раз в год город принимает знаменитую гоночную серию IRL IndyCar на Гран При Голд-Коста. 
Здесь же расположено множество тематических парков и заповедников: «Sea World», парк водных аттракционов и шоу с морскими животными; парк «Cinema World» - «Австралийский Голливуд»; Диснейленд; аквапарки, рестораны и казино. В самом городе находится большое количество высотных зданий, в том числе знаменитый небоскрёб Q1 Tower высотой 322,5 м.

### Кэрнс

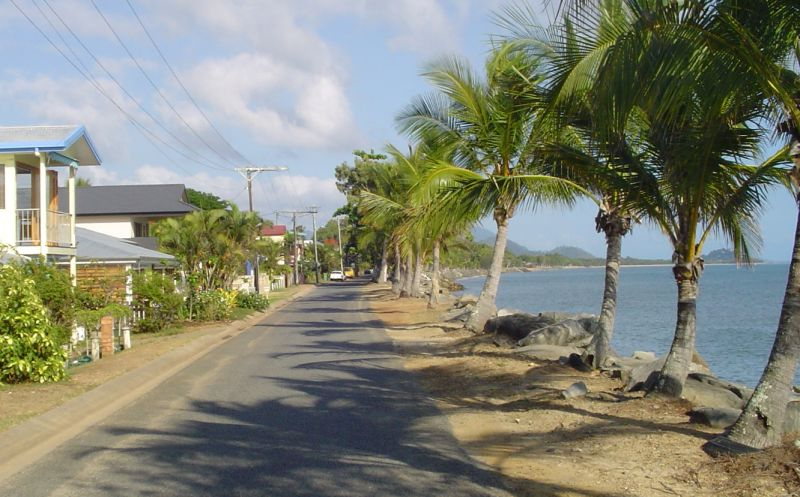
Прибрежный район Кэрнса

Кэрнс занимает 4-е место по количеству иностранных туристов, после Сиднея, Мельбурна и Брисбена. Основными природными рекреационными ресурсами региона являются: Большой барьерный риф, влажные тропики Квинсленда и плато Атертон, а также комфортный тропический климат и песчаные пляжи Кораллового моря.
Туристическая инфраструктура города включает большое количество гостиниц, домов отдыха, пляжей, кафе и ресторанов. Построены специальные парки развлечений и аттракционов, предлагаются различные экскурсии и развлекательные туры.

### Перт
Перт расположен на побережье индийского океана. Является довольно большим городом Австралии. Расположен в районе жестколистных и вечнозелёных лесов и кустарников.

### Алис-Спрингс
Город Алис-Спрингс привлекает туристов своей близостью к горе Улуру, а также большим количеством казино, ночных клубов, ресторанов и тематических парков. Среди отдыхающих популярны экскурсии в Пустынный парк, на старую телеграфную станцию, в Центр рептилий, ботанический сад и т. д. Для размещения туристов доступны несколько отелей, хостелов, а также специальные парки для ночёвки гостей, приезжающих на собственных автомобилях.
В течение года в Алис-Спрингсе проводится множество различных фестивалей и представлений, включающих гонки по пустыне и по реке Тодд.

### Морские круизы
Среди туристов, посещающих Австралию, достаточно высокой популярностью пользуются морские круизы в прибрежной зоне. Большинство маршрутов предусматривают заходы в порты Брисбена, Кернса, Сиднея, Мельбурна, Хобарта, Фримантла (Перт), Аделаиды.
Также существуют круизы к Большому Барьерному рифу и островам, расположенным в этом районе Тихого океана.